# Каєна: Пророцтво
«Каєна: Пророцтво» (англ. Kaena: The Prophecy, фр. Kaena: La prophétie) — франко-канадський комп'ютерний анімаційний фільм 2003 року режисерів Кріса Делапорта спільно з Паскалем Піноном.

## Сюжет
Космічний корабель гуманоїдів векаріанів зазнає аварії на подвійній планеті. Небагатьох уцілілих вбивають місцеві аборигени селеніти.
Минає 600 років, на місці падіння корабля виросло велетенське дерево Аксіс. Серед його гілок оселилися люди, що збирають сік дерева для жертвування його своїм богам. Дівчина Каєана намагається пізнати світ, замальовуючи його жителів, але дорослі сприймають це за марні іграшки. Соку стає дедалі менше, тож люди мусять все тяжче працювати, шукаючи його. Каєна бачить дивні видіння та приходить за порадою до старого Ілпо. Той туманно описує падіння космічного корабля, проте дівчина не розуміє сенсу його слів. Тим часом хлопчик Ессі виявляє худобу-хробака, що вміє розмовляти.
Під час жертвопринесення частина дерева обвалюється, верховний жрець тікає, покинувши народ напризволяще. Каєна дорікає жерцеві, що він утік, як і її батьки, але ті були оголошені єретиками. Тоді жрець наказує знайти та покарати Каєну. Боги, котрі насправді є селенітами, вимагають більше соку, що вбиває дерево, та прагнуть здійснити помсту загадковому «монстру», що ховається у верхів'ї.
Каєна зустрічає хлопця Зеоса, з яким планує втекти нагору, та той не може покинути родину. Каєна сама видерається по гілках, однак зривається, але її рятує обладнаний костюмом хробак Ґоммі. Він приносить дівчину до останнього вцілілого векаріана, Опаза. Дослідивши її видіння, Опаз розуміє, що Веканоя — сховище знань його цивілізації, вціліло і лежить серед коріння, кличучи дівчину. Він розповідає, що вивів хробаків і з їх допомогою збудував новий корабель, на якому збирається відлетіти. Опаз просить Каєну вирушити з хробаками вниз до коріння та повернути Веканою.
Селище людей руйнується, жрець тлумачить це як знак, що боги кличуть народ до себе. Опаз підозрює, що вилучення Веканої уб'є Аксіс. Дівчина перемагає селеніта і знаходить Ілпо та брата Зеоса, котрі показують куди пішли решта.
Минувши точку врівноваження двох планет, Каєна опиняється біля Веканої. Опаз розповідає про свої побоювання, тому пропонує Каєні полетіти з ним. Вона відмовляється покинути свій народ і знаходить Зеоса та жерця. Той усвідомлює свою помилку, народ відвертається від нього і прямує назад.
Королева селенітів схоплює «монстра» — Опаза і винить його в тому, що Аксіс, яке виросло з Веканої, забирає сили в їхньої планети, після чого смертельно ранить його. Каєна повертається до Опаза, де її атакує королева. Веканоя поглинає Каєну та через Опаза розповідає, що створила Аксіс і людей, щоб передати їм знання векаріанів через Каєну.
У цей час королева селенітів збирає весь сік так руйнує Аксіс. Але Веканоя, виконавши свою місію, спрямовує ріст дерева до сусідньої планети. Аксіс поєднує два світи, а Каєна оголошує народу про початок нового, вільного, життя.

## Актори озвучування
| Персонаж           | Актор (фр.)         | Актор (англ.)    | Характеристика персонажу |
| ------------------ | ------------------- | ---------------- | --- |
| Каєна              | Сесіль де Франс     | Кірстен Данст    | 17-тирічна дівчина, одна з племені людей, котрі живуть серед гілок дерева Аксіс. Допитлива та самостійна. Час від часу отримує видіння, що спонукають Каєну вирушити на пошуки баченого в них місця |
| Опаз               | Майкл Лонсдейл      | Річард Гарріс    | Останній вцілілий векаріанин, який будує на верхівці Аксіса космічний корабель |
| Королева селенітів | Вікторія Абріль     | Анжеліка Г'юстон | Правителька селенітів, що хоче буд-що знищити Аксіс, для чого в подобі божества примушує людей добувати сік дерева                                                                                  |
| Воксем             | Франсуа Сінер       | Кіт Девід        | Останній самець селенітів, слуга королеви |
| Верховний жрець    | Жан Піа             | Гері Мартін      | Старий фанатик, який сліпо вірить у те, що боги врятують його народ від скрути |
| Зеос               | в титрах не вказано | Том Кенні        | Хлопець, друг Каєни |
| Ілпо               | в титрах не вказано | Двайт Шульц      | Божевільний старий, що бував на кораблі Опаза |
| Ессі               | в титрах не вказано | Тара Стронг      | Молодший брат Зеоса |
| Ґоммі              | Реймонд Аквавіва    | Грег Прупс       | Хробак на службі в Опаза |

## Критика
Фільм став касовим і критичним провалом, при кошторисі 14,5 млн євро (2,7 млн доларів США) він зібрав лише 8,59 тис. доларів. На сайті Rotten Tomatoes «Каєна: Пророцтво» має вкрай низький рейтинг 7 %. На IMDb його оцінка складає 6,1 бали з 10.
«Каєна: Пророцтво» було широко розкритиковано за повільний, втомливий темп оповіді, переважну невиразну колірну гаму та комп'ютерну графіку, що програвала анімаційним фільмам США та Японії того часу.

## Супутня продукція
За мотивами фільму в 2004 році було видано екшн-відеогру Kaena для PlayStation 2.